# Puhoi River
Der Puhoi River ist ein Fluss an der Ostküste der Northland Peninsula auf der Nordinsel von Neuseeland.

## Geographie
Der Puhoi River entspringt rund 7 km nordwestlich von Puhoi in einer Berglandschaft, die mit dem 357 m hohen Moir Hill ihren höchsten Punkt findet. Rund 2,5 km südöstlich des Ortes Puhoi weitet sich der kleine Fluss zu einem unter Einfluss der Gezeiten stehenden Meeresarm, bis er gut 5 km östlich von Puhoi in den Hauraki Gulf mündet.
Im Mündungsgebiet des Puhoi River befindet sich der Wenderholm Regional Park.

## Nutzung
Von Puhoi aus kann der Fluss mit Kajaks befahren werden. Auch Angeln ist in dem Gewässer möglich.